# Hòe Ấm
Hòe Ấm (tiếng Trung: 槐荫区, Hán Việt: Hòe Ấm khu) là một quận của địa cấp thị Tế Nam, tỉnh Sơn Đông, Cộng hòa Nhân dân Trung Hoa. Quận này có diện tích 151 km2, dân số năm 2001 là 395.900 người. Quận Hòe Ấm được chia ra các đơn vị hành chính gồm 12 nhai đạo và 2 trấn.